# Baltazaria (schimmelgeslacht)
Baltazaria  is een geslacht van schimmels behorend tot de familie Peniophoraceae. De typesoort is Baltazaria galactina.

## Soorten
Volgens Index Fungorum telt het geslacht vier soorten (peildatum maart 2023):
| Soortnaam                       | Auteur(s)                                            | Publicatiejaar |
| ------------------------------- | ---------------------------------------------------- | -------------- |
| Baltazaria eurasiaticogalactina | (Boidin & Lanq.) Leal-Dutra, Dentinger & G.W. Griff. | 2018           |
| Baltazaria galactina            | (Fr.) Leal-Dutra, Dentinger & G.W. Griff.            | 2018           |
| Baltazaria neogalactina         | (Boidin & Lanq.) Leal-Dutra, Dentinger & G.W. Griff. | 2018           |
| Baltazaria octopodites          | (Corner) Leal-Dutra, Dentinger & G.W. Griff.         | 2018           |